# 비야르케 잉엘스 그룹

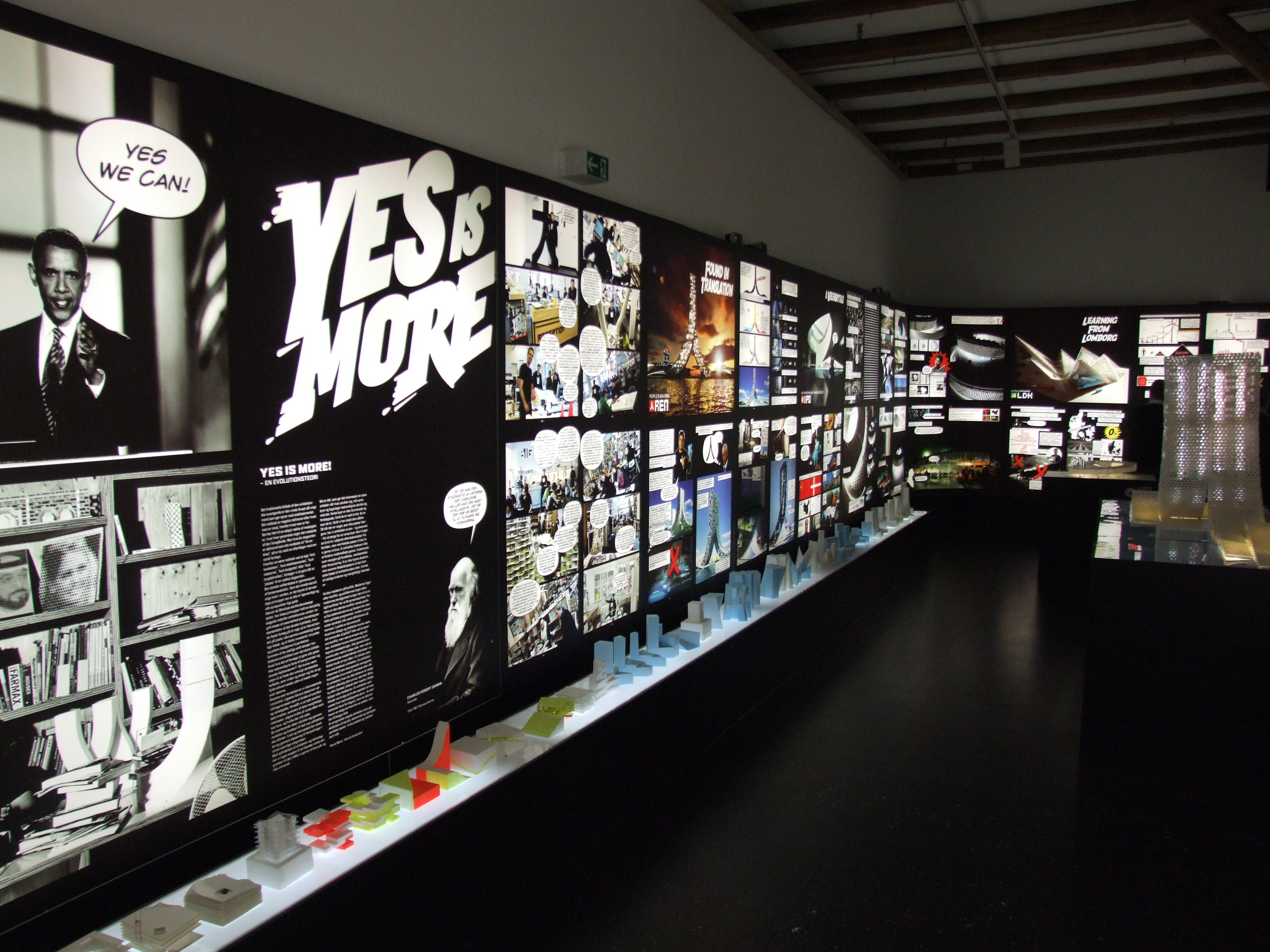
BIG의 건축철학을 소개한 만화 Yes Is More의 전시회, 2009년

비야르케 잉엘스 그룹(영어: Bjarke Ingels Group) 또는 BIG는 덴마크의 건축 설계 사무소이다. 코펜하겐과 뉴욕을 기반으로 25개국 400여명의 건축가, 디자이너, 엔지니어들이 함께 작업하고 있다.

## 역사
2001년 1월, 건축가 비야르케 잉엘스와 줄리언 데 스메드는 덴마크 코펜하겐에서 건축 사무소 PLOT을 공동창립한다. 2005년 두 건축가는 PLOT을 대신하는 새로운 사무소 BIG를 연다. BIG의 첫 프로젝트는 PLOT시절부터 진행해오던 the Mountain이라는 이름의 공동주택이었다. 그 뒤로 2년 간, BIG는 스키 슬로프와 발전소가 결합된 Amager Bakke, 그린란드 누크의 국립 미술관, 맨해튼에 위치한 복합적 용도를 갖춘 빌딩 VIA 57 West 등 다양한 종류의 프로젝트를 진행하게 된다.
2009년, 7명의 새로운 파트너들을 영입한다.
2010년, 뉴욕에 사무실을 연다.
2016년 5월, 하이퍼루프 원, 독일철도, 시스트라와 함께 하이퍼루프 개발에 참여한다.

## 출판물
- Hot to Cold: An Odyssey of Architectural Adaptation, Taschen - 2015
- Yes Is More: Yes Is More: An Archicomic on Architectural Evolution, Taschen - 2009
- Museum in the Dock, Arvinius + Orfeus Publishing - 2014
- Superkilen Book, Arvinius + Orfeus Publishing - 2013
- AV Monograph BIG, Arquitectura Viva - 2013
- Being BIG by Abitare, Abitare - 2012
- BIG Red Book, Ada Edita Global Architecture - 2012
- BIG Pink Book, Archilife - 2010
- BIG Bjarke Ingels Group Projects 2001-2010, Design Media Publishing Ltd - 2011
- A Project as an Icon, an Icon as a Project, in STUDIO Architecture and Urbanism magazine Issue#03 Icon, Milano, edited by Romolo Calabrese, 2012